# Escané
Escané (Escaner en catalán ribagorzano) es una localidad española perteneciente al municipio de Montanuy, en la Ribagorza, provincia de Huesca, Aragón. Se encuentra en el valle del Baliera.

## Historia
Tuvo ayuntamiento propio hasta 1845, año en que se unió a Montanuy.
A mediados del siglo XIX, el lugar contaba con una población censada de 466 habitantes. La localidad aparece descrita en el séptimo volumen del Diccionario geográfico-estadístico-histórico de España y sus posesiones de Ultramar de Pascual Madoz de la siguiente manera:

ESCANER: l. con ayunt. en la prov. de Huesca, (20 leg.) part. jud. de Benabarre (9), aud. terr. y c. g. de Zaragoza (26), dióc. de Urgel (8). sit. en la orilla izq. y á 1/2 hora del r. Baliera y combatido de todos los vientos, su clima es muy frio en invierno y regular en verano; las enfermedades que se padecen son asmas. Tiene 7 casas, igl. (San Lupo) aneja de Castarner. Confina el térm. por N. con el de Montenuy; por E. con Castarner; por S. con el de Bilbilis, y por O. con el de Noales. El terreno es pendiente y poco fértil. caminos, el que conduce á Vilaller en Cataluña pasando por Montenuy, en mal estado. El correo se recibe de la estafeta del espresado Vilaller. prod. centeno, patatas, legumbres, cebada y yerba para pastos; cria de ganado vacuno y lanar: caza de perdices y liebres. pobl. 4 vec. 25 alm. riqueza y contr.. (V Benabarre, part. jud.). El presupuesto municipal asciende á 600 rs. que se cubren por reparto vecinal.
(Madoz, 1847, p. 520)

## Monumentos
- Iglesia parroquial de San Lupo[3] de los siglos XII-XIII.[4][2]
- Ermita de San Aventín.[2]

## Festividades
- 1 de septiembre en honor a San Lupo.[2]
- 14 de junio: romería a la ermita de San Aventín.[2]